# (34990) 4270 T-3
4270 T-3 (asteroide 34990) é um asteroide da cintura principal. Possui uma excentricidade de 0.07285890 e uma inclinação de 5.74699º.
Este asteroide foi descoberto no dia 16 de outubro de 1977 por Cornelis Johannes van Houten e Ingrid van Houten-Groeneveld e Tom Gehrels em Palomar.